# Bunji Garlin

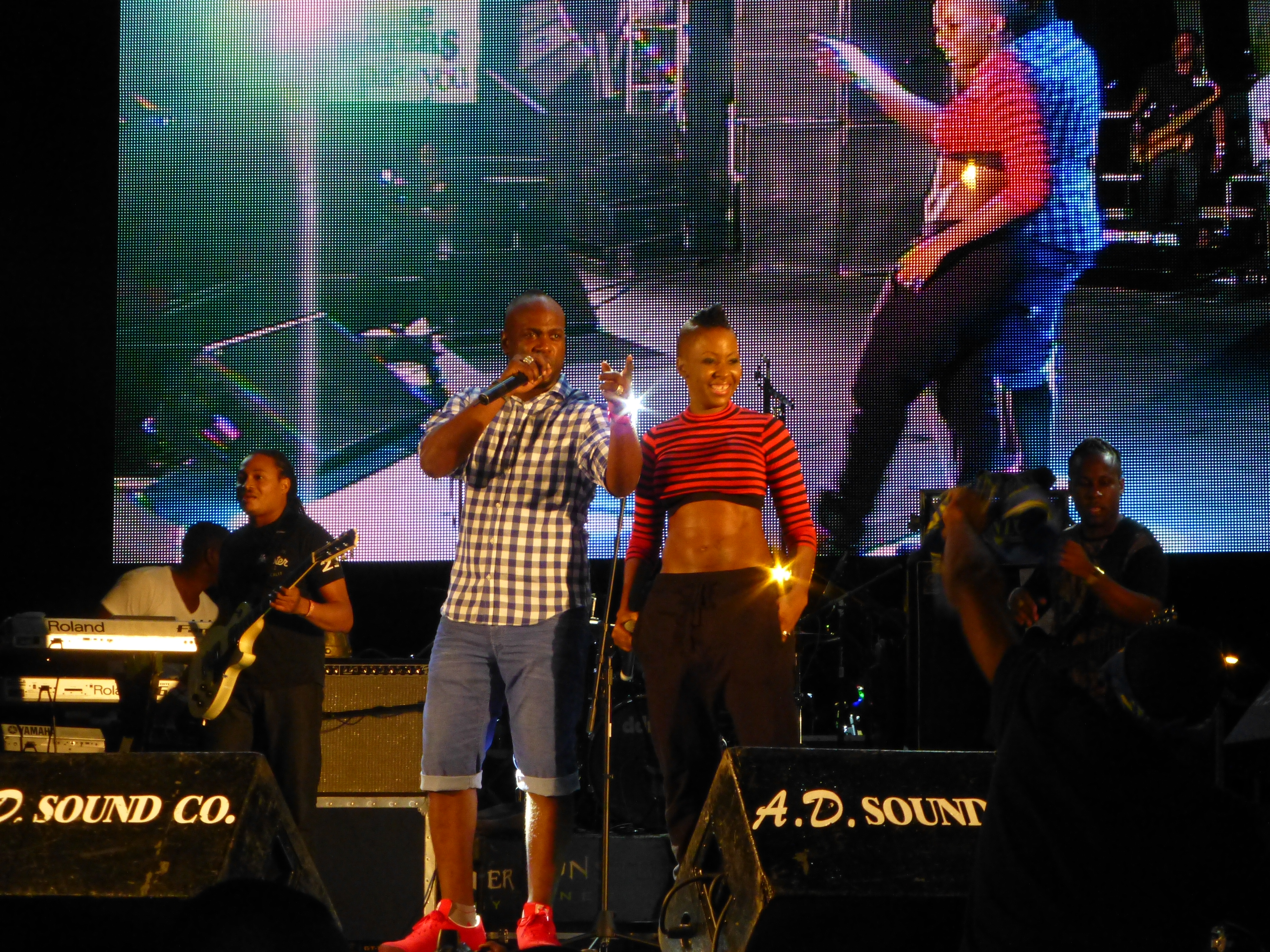
Bunji Garlin und Fay-Ann Lyons 2014

Bunji Garlin (eigentlich Ian Antonio Alvarez; * 14. Juli 1978 in Cumuto) ist ein trinidadischer Soca-Sänger und -Komponist.

## Frühe Jahre
Alvarez wurde am 14. Juli 1978 in Cumuto am Rande des dicht bevölkerten East-West Corridor geboren. Erstmaligen Kontakt zum Gesang bekam er noch zu Schulzeiten auf der Arima Comprehensive School. Nach der Schulzeit betätigte er sich zunächst unter dem Namen „Little Bounty“ als Dancehall-Sänger.

## Karriere
Bunji Garlins Karriere begann 1998 mit einem dritten Platz bei der Ragga Soca Competition. Garlin hat im Laufe seiner Karriere vier Mal den International-Soca-Monarch-Wettbewerb gewonnen. Sein Lied „Brrt“ ist im Soundtrack des Videospiels Grand Theft Auto IV vertreten. 2014 erreichte sein Album Differentology Platz 6 der Billboard-Reggae-Album-Charts; 2017 platzierte sich Turn Up auf Platz 3. Ebenfalls 2017 wurde ihm die Hummingbird Medal des Staates Trinidad und Tobago verliehen.
Zeitweilig betrieb Garlin eine Modelinie für T-Shirts namens „Asylum 4 Life“.

## Stil
Für gewöhnlich tritt Bunji Garlin mit seiner Begleitband „The Asylum Band“ auf. Musikalisch mischt er Soca mit Elementen aus Reggae und Hip-Hop. Außerdem bedient er das Genre Ragga Soca, eine Mischung aus Soca und Dancehall. Inhaltlich decken Garlins Texte ein recht breites Spektrum ab. Neben den im Soca beliebten Dauerthemen „Party“ und „Frauen“ erlaubt sich Garlin auch sozialkritische und sogar politische Texte und streift dabei Themengebiete wie die hohe Kriminalitätsrate Trinidads, Diskriminierung, Vorurteile, Armut, sexuelle Ausbeutung und politische Mauscheleien.

## Privates
Am 23. Dezember 2006 heiratete Bunji Garlin die Soca-Musikern Fay-Ann Lyons, Tochter des erfolgreichen Soca-Musikers Superblue und der Soca-Musikerin Lady Gypsy. Seit 2009 sind beide Eltern eines Mädchens. Bunji Garlin ist ein Cousin der Soca-Musikerin Patrice Roberts.

## Auszeichnungen
| Wettbewerb                 | Siege                              |
| -------------------------- | ---------------------------------- |
| Carnival Road March        | 2019                               |
| Hummingbird Medal          | 2017                               |
| International Soca Awards  | 2004, 2005, 2006, 2008, 2009, 2010 |
| International Soca Monarch | 2002, 2004, 2005, 2008             |
| Ragga Soca Competition     | 2000, 2001                         |
| Soul Train Award           | 2013                               |

## Diskographie

### Alben
- 2000: The Chronicles (JW Productions)
- 2002: Revelation (VP Records)
- 2003: Black Spaniard
- 2006: Next Direction (kein Label)
- 2007: Global (VP Records)
- 2014: Differentology (VP Records)
- 2014: Carnival Tabanca (EP, VP Records)
- 2017: Turn Up (VP Records)